# Ropica luzonica
Ropica luzonica là một loài bọ cánh cứng trong họ Cerambycidae.